# Joe Arridy
Joseph Arridy (/ˈærɪdi/; 29 tháng 4 năm 1915 – 6 tháng 1 năm 1939) là một thanh niên trẻ người Mỹ nổi tiếng với vụ việc cáo buộc hãm hiếp và sát hại Dorothy Drain, một cô gái 15 tuổi ở Pueblo, Colorado năm 1936. Anh bị cảnh sát ép cung nhận tội và bị kết án tử hình. Anh là trường hợp mắc chứng tự kỷ rất nặng. Arridy bị xử tử vào ngày 6 tháng 1 năm 1939, khi chỉ mới 23 tuổi.
Rất nhiều người tại thời điểm xảy ra vụ việc đều tin rằng Arridy là người vô tội. Một cuốn sách nói về vụ việc của anh đã được xuất bản vào năm 1995. Một nhóm người thành lập nhóm "Những người bạn của Joe Arridy". Vào năm 2007, họ là người đầu tiên dựng bia mộ để tưởng nhớ Arridy. Họ ủng hộ và giúp đỡ David A. Martinez, luật sư Denver, trong việc chuẩn bị một bản kiến nghị xin ân xá, xóa tên Arridy khỏi danh sách tử tù.
Năm 2011, Thống đốc bang Colorado Bill Ritter đã ân xá đầy đủ và vô điều kiện đối với vụ việc Arridy (72 năm sau khi Arridy nhận mức án tử hình). Ritter, cựu luật sư quận Denver, đã ân xá Arridy dựa trên các luận điểm về cảm giác tội lỗi khi một người nào đó thực hiện tội ác của mình, và những gì trải qua rõ ràng là Arridy bị ép cung đầu thú. Đây là lần đầu tiên ở bang Colorado có nạn nhân oan sai được ân xá sau khi bị xử tử.

## Tiểu sử
Joe Arridy sinh năm 1915 tại Pueblo, Colorado. Anh cùng Henry và Mary Arridy, là những người nhập cư từ Berosha, Syria, đang tìm việc. Cả ba không biết nói tiếng Anh nhưng Henry biết một nhà máy thép lớn ở Pueblo đang thuê công nhân. Thuở bé, Arridy chậm nói và anh chỉ nói được rất ít từ trong một câu. Sau khi Arridy đi học được một năm ở trường tiểu học, hiệu trưởng nói với bố mẹ anh nên giữ anh ở nhà, và rằng anh không thể tiếp thu. Vài năm sau đó, cha anh bị mất việc, đã nhờ vả bạn bè mình giúp anh tìm trường học cho con trai mình. Năm 10 tuổi, Arridy được nhận vào Trường đào tạo trẻ có khiếm khuyết tâm thần ở Grand Junction, Colorado. Arridy bị bạn bè đối xử thậm tệ và thường xuyên đánh đập. Anh bỏ học và nhảy lên chiếc xe lửa chở hàng rời khỏi thành phố vào cuối tháng 8 năm 1936, khi ở tuổi 21. Anh sống tại một bãi chờ tàu hỏa ở thủ phủ Cheyenne, bang Utah.

## Vụ hãm hiếp và sát hại hai cô gái nhà Drain
Ngày 14 tháng 8 năm 1936, hai cô gái nhà Drain bị tấn công khi đang ngủ ở nhà tại Pueblo, Colorado. Cả Dorothy Drain (15 tuổi) và em gái Barbara Drain (12 tuổi) đều bị một kẻ đột nhập vào nhà đánh bất tỉnh và hãm hiếp. Dorothy qua đời còn Barbara sống sót.

## Bắt giữ và kết án
Ngày 26 tháng 8 năm 1936, Arridy bị bắt vì cảnh sát phát hiện anh sống lang thang ở bãi chờ tàu hỏa. George Carroll, cảnh sát trưởng quận, biết về đợt tìm kiếm các nghi phạm trong vụ án giết người nhà Drain. Khi được hỏi, Arridy tiết lộ mình đã từng sống ở Pueblo trước khi lên tàu đến Grand Junction, Colorado. Carroll có hỏi Arridy về trường hợp Drain và nói rằng Arridy đã đầu thú.
Khi cảnh sát trưởng quận Grand Junction, Carroll, liên lạc với cảnh sát trưởng quận Pueblo, Arthur Grady, về trường hợp Arridy, Grady quả quyết rằng đã bắt giữ một người đàn ông được coi là nghi phạm chính: Frank Aguilar, một người lao động từ Mexico. Aguilar đã từng làm việc cho người đan ông nhà Drain, là cha của hai nạn nhân, và bị sa thải ngay trước khi xảy ra vụ tấn công. Đã tìm thấy rìu ở nhà nghi phạm Aguilar. Nhưng cảnh sát trưởng Carroll cho rằng Arridy đã thú nhận nhiều lần rằng anh ta đã "ở cùng với một người đàn ông có tên là Frank" tại hiện trường vụ án.
Frank Aguilar sau đó đã thú nhận tội ác và nói với cảnh sát rằng anh chưa bao giờ nhìn thấy hoặc gặp Arridy. Aguilar cũng bị kết án về vụ hãm hiếp và giết chết Dorothy Drain, và bị kết án tử hình, và đã bị xử tử vào năm 1937.
Sau khi được chuyển đến Pueblo, Arridy tiếp tục đầu thú nhưng nội dung lời đầu thú khác nhau, khiến cuộc điều tra lại đi theo nhiều chiều hướng, có nhiều mâu thuẫn so với thực tế (Đây là các dấu hiệu của một lời thú tội sai). Lúc đầu, anh đầu thú dùng chùy để giết người. Tuy nhiên sau khi nhà chức trách địa phương tìm thấy hung khí là một chiếc rìu hoặc dùi cui, Arridy lại thú nhận mình dùng rìu để đánh bất tỉnh hai chị em.
Khi vụ án cuối cùng được đưa ra xét xử, luật sư của Arridy đã cố gắng bào chữa với luận điểm Arridy bị khuyết tật về trí óc, mong muốn bị cáo được tha mạng. Tuy nhiên Arridy lại bị phán quyết là khỏe mạnh, mặc dù ba bác sĩ y tế công thừa nhận Arridy bị thiểu năng trí tuệ đến mức được xếp vào loại "si đần". Bác sĩ nhấn mạnh rằng Arridy có chỉ số IQ là 46, suy nghĩ của một đứa trẻ lên sáu. Các bác sĩ cũng lưu ý rằng anh "không có khả năng phân biệt đúng sai, do vậy sẽ không thể thực hiện bất kỳ hành động gây nên tội ác nào." 
Arridy bị kết án, phần lớn là do lời đầu thú của mình. Các nghiên cứu kể từ thời điểm đó đã chỉ ra rằng những người có năng lực tinh thần hạn chế dễ bị ép buộc hơn trong khi thẩm vấn và có xác suất cao hơn trong việc thú nhận sai. Barbara Drain, nạn nhân còn sống sót, đã làm chứng rằng Frank Aguilar đã có mặt trong vụ tấn công chứ không phải Arridy. Cô biết Aguilar vì hắn đã làm việc cho cha cô.

## Kháng cáo
Luật sư Gail L. Ireland, người sau đó được bầu và giữ chức Tổng chưởng lý Colorado và Ủy viên Vấn đề Nước ở Colorado, đã tham gia vụ án với tư cách là luật sư bào chữa cho Arridy sau khi bị kết án và tuyên án. Mặc dù đã lùi được ngày xử tử Arridy, Ireland không thể thuyết phục được tòa dựa trên luận cứ của mình. Luật sư nhấn rằng Aguilar đã thú nhận hành động một mình, và các chuyên gia y tế là người làm chứng cho những khuyết tật về tinh thần của Arridy. Luật sư Ireland nhấn mạnh rằng Arridy thậm chí không thể hiểu ý nghĩa của việc hành quyết.  Ireland lập luận với Tòa án tối cao bang Colorado:"Hãy tin tôi, nếu anh ta bị đem ra hành quyết, tiểu bang Colorado sẽ phải sống trong sự ô nhục trong thời gian dài". Như vậy tổng cộng chín lần giữ nguyên án tử hình dành cho Arridy, ngay cả khi các kháng cáo và kiến nghị được đưa ra.

## Thi hành bản án
Trước khi bị xử tử, Arridy thường chơi với một chiếc xe lửa đồ chơi, và người tặng anh là viên cai ngục Roy Best. Viên cai ngục nói rằng Arridy là "Tử tù hạnh phúc nhất thế gian". Arridy được cả tù nhân và lính canh quý mến. Viên cai ngục Best là một trong những người ủng hộ Arridy và tham gia nỗ lực cứu mạng anh. Best nói về Arridy trước khi Arridy bị hành quyết: "Có lẽ anh ta thậm chí không biết mình sắp chết, tất cả những gì anh làm là vui vẻ ngồi và chơi với chiếc xe lửa mà tôi đã đưa cho anh ta." 
Arridy yêu cầu món kem lạnh trong bữa ăn cuối cùng của mình. Khi được hỏi về vụ xử tử sắp xảy ra, anh tỏ ra "hoang mang đầy trống rỗng". Anh không hiểu buồng hơi ngạt là cái gì, và nói với người cai ngục "Không, không, Joe sẽ không chết."  Khi bị đưa vào buồng hơi ngạt, Arridy mỉm cười. Thoáng chốc lo lắng, anh bình tĩnh lại khi người cai ngục nắm tay và trấn an anh.

## Ân xá năm 2011
Vụ án Arridy gây sự chú ý khi là đối tượng nghiên cứu về việc đảm bảo thẩm vấn và thú tội. Tòa án Tối cao Hoa Kỳ phán quyết rằng việc áp dụng án tử hình đối với những người tâm thần là vi hiến. Một nhóm những người ủng hộ đã thành lập nhóm phi lợi nhuận "Những người bạn của Joe Arridy". Nhóm này đã nỗ lực để đưa sự bất công trong vụ án của Arridy ra ánh sáng, và đắp bia mộ tưởng nhớ anh vào năm 2007.
Luật sư David A. Martinez đã tham gia quá trình ân xá. Dựa vào cuốn sách của Robert Perske về vụ án của Arridy, cũng như các tài liệu khác do bạn bè biên soạn, và nghiên cứu của mình, David A. Martinez đã chuẩn bị một bản kiến nghị dài 400 trang xin ân xá lên Thống đốc Bill Ritter, cựu luật sư quận Denver. Năm 2011, Thống đốc bang Colorado Bill Ritter đã ân xá đầy đủ và vô điều kiện đối với vụ việc Arridy, xóa tên anh khỏi danh sách tử tù.

## Di sản
- "Những người bạn của Joe Arridy" là một nhóm phi lợi nhuận được thành lập bởi những người quan tâm đến vụ án muốn xóa tên anh khỏi danh sách tử tù. Nhóm đã xuất bản một cuốn sách về trường hợp của anh, đăng tin tức các tài liệu khác lên phương tiện truyền thông.[12]
- Tháng 6 năm 2007, khoảng 50 người ủng hộ Arridy đã tập trung lại để xây mộ tưởng nhớ anh tại Đồi Woodpecker, Nghĩa trang Greenwood, Thành phố Cañon, gần nhà tù bang.[6]
- Năm 2011, Thống đốc bang Colorado Bill Ritter đã ân xá đầy đủ và vô điều kiện đối với vụ án Arridy.[3]

## Trên sách báo
- Arridy là chủ đề của một bài thơ của Marguerite Young năm 1944 mang tên "The Clinic". Bà được biết đến với tiểu thuyết Miss MacIntosh, My Darling (1965).[6]
- Robert Perske viết cuốn Deadly Innocence (1964/tái bản 1995) về trường hợp của Arridy sau khi tiến hành nghiên cứu về anh và các trường hợp tương tự trong nhiều năm. Ông được truyền cảm hứng từ bài thơ của Marguerite Young.[6] Cuốn sách của ông cũng khám phá các trường hợp khác trong đó các bị cáo là người khuyết tật, hàm ý chỉ trích cảnh sát và hệ thống tư pháp.[13]
- Năm 2007-2008, nhà sản xuất Max Keller, Micheline Keller, George Edde, Yvonne Karouni và nhà biên kịch Dan Leonetti  đã công bố kế hoạch thực hiện một bộ phim về Arridy và Gail Ireland mang tên The Woodpecker Waltz.[6] Leonetti giành được một giải thưởng kịch bảnxuất sắc nhất của thành phố New York, thu hút sự chú ý của các nhà sản xuất phim.[14]
- Terri Bradt đã viết tiểu sử của ông nội cô, Gail Ireland: Colorado Citizen Lawyer (2011).[15] Cô tự hào vì ông nội mình đã bảo vệ Arridy, phối hợp với nhóm "Những người bạn của Joe Arridy" để mọi người biết đến rộng rãi hơn.